# Qualea calophylla
Qualea calophylla är en tvåhjärtbladig växtart som beskrevs av Henri François Pittier. Qualea calophylla ingår i släktet Qualea och familjen Vochysiaceae. Inga underarter finns listade i Catalogue of Life.